# Sporophile à bec fort
Sporophila funereus
Espèce
Répartition géographique
Statut de conservation UICN

 LC  : Préoccupation mineure
Le Sporophile à bec fort (Sporophila funereus) est une espèce de passereaux appartenant à la famille des Thraupidae.

## Répartition et sous-espèces
Selon la classification de référence du Congrès ornithologique international (15.1, 2025) il se répartit en cinq sous-espèces (ordre phylogénique) du nord au sud :
- S. f. funerea (Sclater, 1860)
- S. f. salvini (Ridgway, 1884)
- S. f. ochrogyne Olson, 1981
- S. f. fractor Olson, 2007 — île Coiba
- S. f. aethyops (Sclater, 1860).

## Galerie

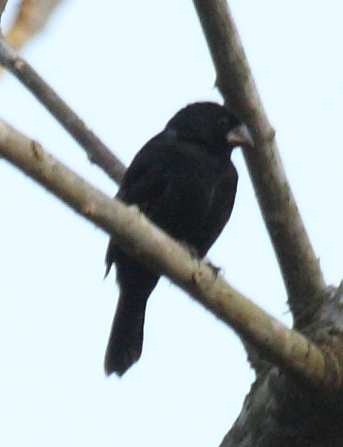
♂
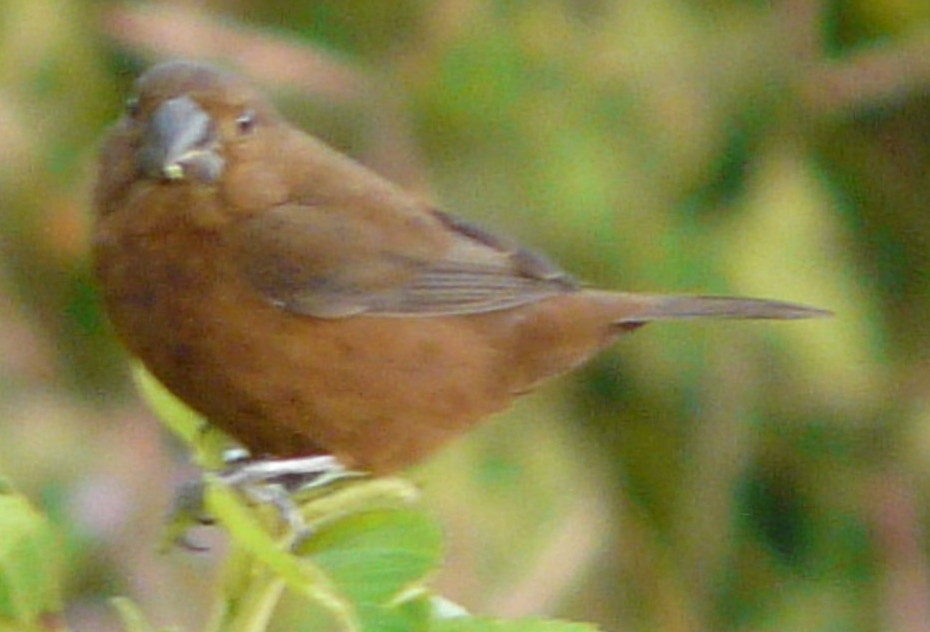
♀